# Høgholmen
Ne doit pas être confondu avec Høgholmen (Austevoll), Høgholmen (Fjell) ou Høgholmen (Masfjorden).
Høgholmen est une île norvégienne du comté de Hordaland appartenant administrativement à Tælavåg.

## Description
Rocheuse et désertique, elle s'étend sur environ 252 m de longueur pour une largeur approximative de 152 m.